# Mullhyttan
Mullhyttan is een dorp in de Zweedse gemeente Lekeberg in Örebro län. Het dorp ligt in het zuidelijke deel van de Kilsbergen. De totale oppervlakte is 145,96 hectare.

## Herkomst naam
In de regio Bergslagen, waar Mullhyttan ook in ligt, zijn er veel plaatsnamen die eindigen op -hyttan. De reden hiervan is geschiedkundig. De regio Bergslagen is vooral bekend door de mijnbouw en metaalindustrie die er in het verleden heeft plaatsgevonden. Herenboeren die een ijzermijntje bezaten verenigden zich en richtten samen een smeltoven op, om hun ijzererts tot ijzer te verwerken. Zo'n smeltoven heet in het Zweeds een hytte. Van dit woord is het laatste deel van veel plaatsnamen in Bergslagen afgeleid. Dit is ook het geval met de plaatsnaam Mullhyttan.

## Geschiedenis
De naam Mullhyttan komt pas aan het einde van de 18de eeuw voor het eerst in de boeken voor. Voor die tijd wordt er gesproken over het eigendom van Sörhult.
De smeltoven in Mullhyttan werd opgericht in 1646 en was een van de honderden smeltovens in Bergslagen die werd ingezet voor de productie van ijzer. Het waren onrustige tijden met oorlog en ellende. De staat had ijzer nodig om het leger te voorzien van onder andere wapens. Vandaar dat twaalf herenboeren in Mullhyttan het privilege van koningin Christina I kregen om een smeltoven te bouwen. Middels 10% van de ijzerproduktie af te staan aan de staat, waren deze herenboeren verder vrijgesteld van belastingen. Door de jaren heen is de smeltoven meerdere malen gerenoveerd, totdat deze in 1870 buiten gebruik raakte. In 1885 is de smeltoven afgebroken.
Vanwege de aanwezigheid van de smeltoven, ontstond er werkgelegenheid in Mullhyttan. Dit trok mensen aan, waardoor er rond de smeltoven een dorp ontstond.

## Verkeer en vervoer
De provinciale weg 204 loopt door Mullhyttan. Deze weg verbindt Mullhyttan direct met onder andere Fjugesta en de snelweg E18.
Buslijn 513 doet Mullhyttan om het uur aan en rijdt via Fjugesta onder andere naar het centrum van Örebro en het universiteits ziekenhuis aldaar.
De plaats had vroeger een station aan de hier opgeheven spoorlijn Örebro - Svartå.

## Toeristische trekpleisters
Het meer Multen dat op 122 meter boven zeeniveau ligt, is geschikt voor sportvissen en om te zwemmen. De kerk in Mullhyttan wordt regelmatig door toeristen bezocht. Het natuurreservaat Skagerhultsmossen is een van de grootste hoogveengebieden in Midden-Zweden. De voormalige kalksteengroeven vormen tegenwoordig een natuurreservaat dat bezocht kan worden.

## Trivia
- De bijnaam van Mullhyttan is De deur naar de blauwe bergen
- Ieder tweede weekend in juli vindt de braderie Mullhyttemarken plaats in het dorp
- De educatieve autoroute Hytteresan (de Smeltovenroute) voert mede door Mullhyttan